# باکیل
باکیل (به انگلیسی: Bakel, Netherlands) روستایی در شرق هلموند و آیندهوون در جنوب کشور هلند است.

## جمعیت
کل جمعیت باکیل تقریباً ۵۰۰۰ نفر است. تا اواخر دهه ۱۹۹۰، یک شهرداری مشترک مناطق باکیل و مایلش را با میلهزه و دی ریپز پوشش می‌داد. در سال ۱۹۹۷، باکل با شهرداری خیمرت ادغام شد.

## جاذبه توریستی
باکیل ساختمان‌های قدیمی ندارد، به جز کلیسای ویلیبرادوس که قدیمی‌ترین ساختمان در منطقه است. این کلیسا در دهه ۱۹۷۰ مدرن شد، اما در دهه ۱۹۹۰ بازسازی کامل شد.

## پوشش گیاهی و کشاورزی
منطقه اطراف باکال از جنگل پوشیده است؛ اقتصاد کشاورزی تحت تأثیر صنعت کشاورزی قرار دارد. این شهر دارای بالاترین رقم تولید خوک در هلند است.

## نگارخانه

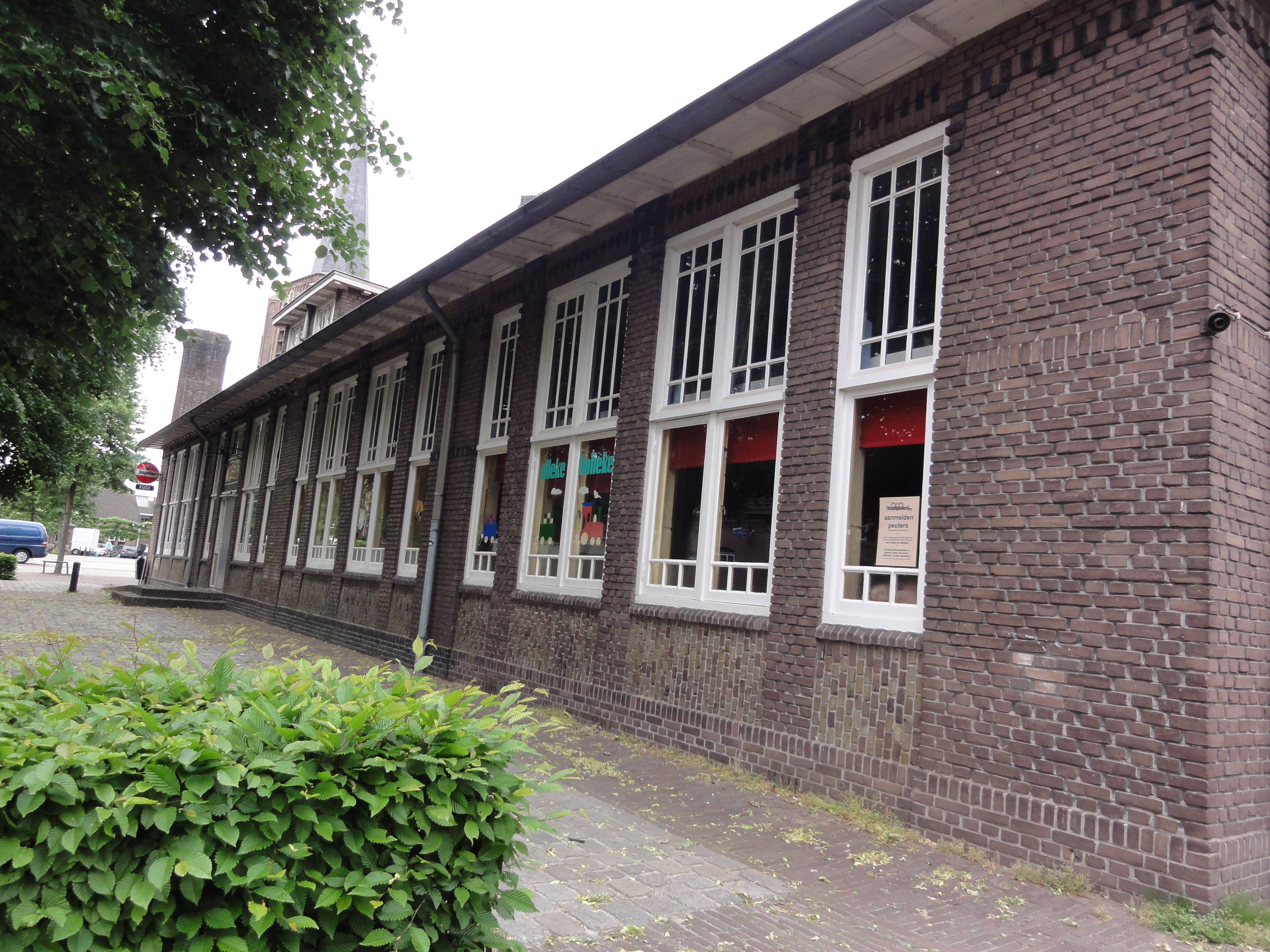
مدرسه
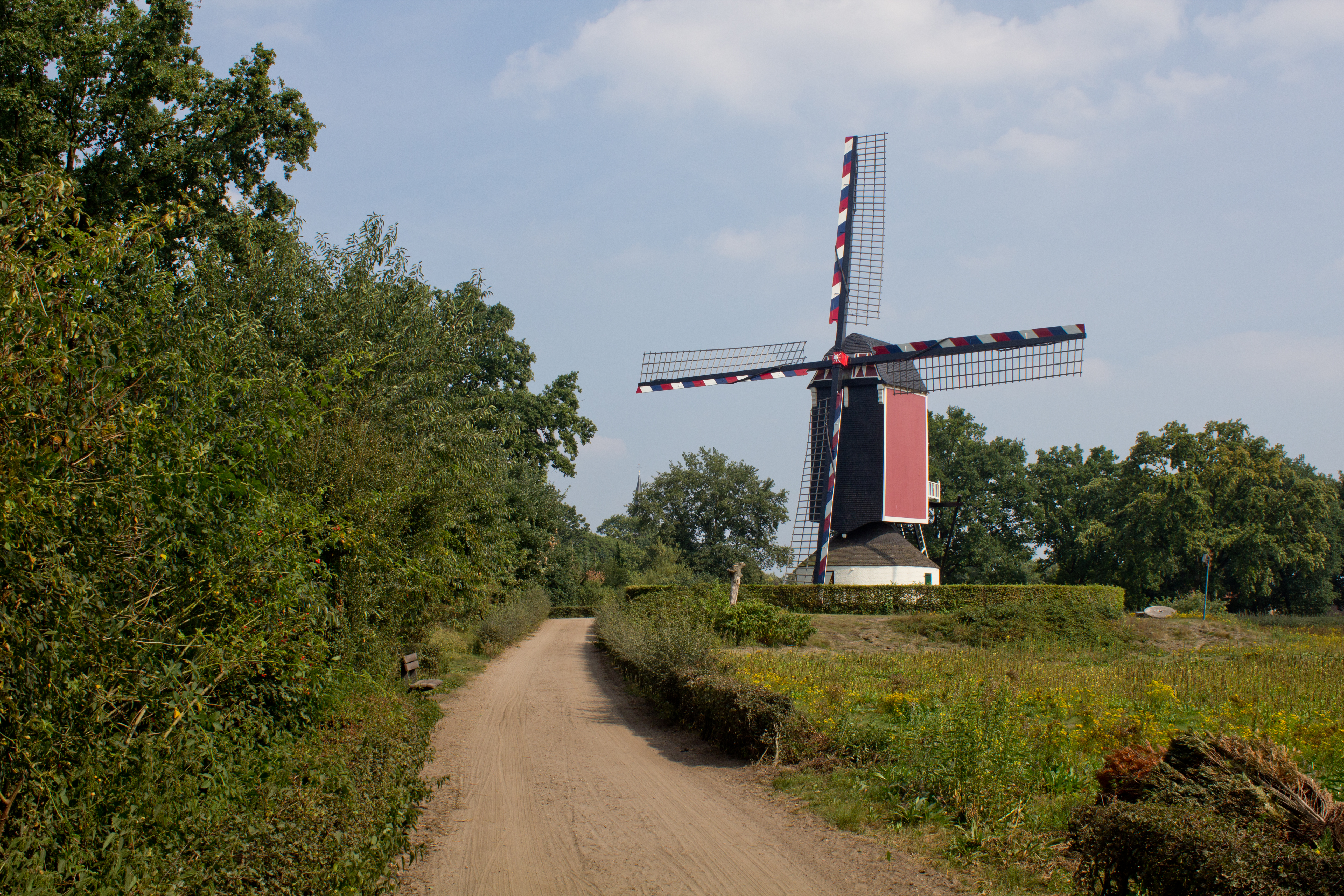
آسیاب ویلیبروردوس
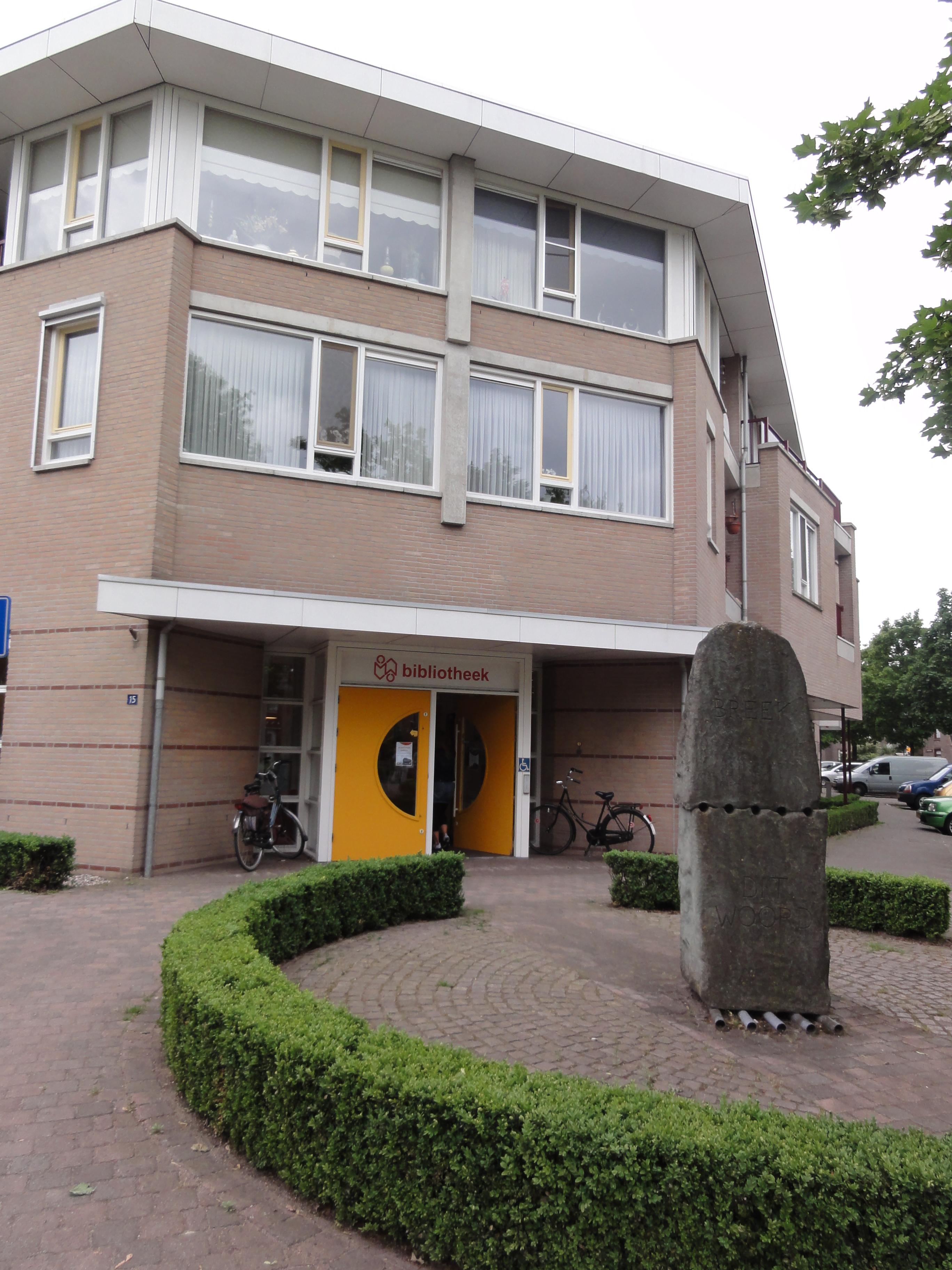
کتابخانه با نمایشگاه هنری
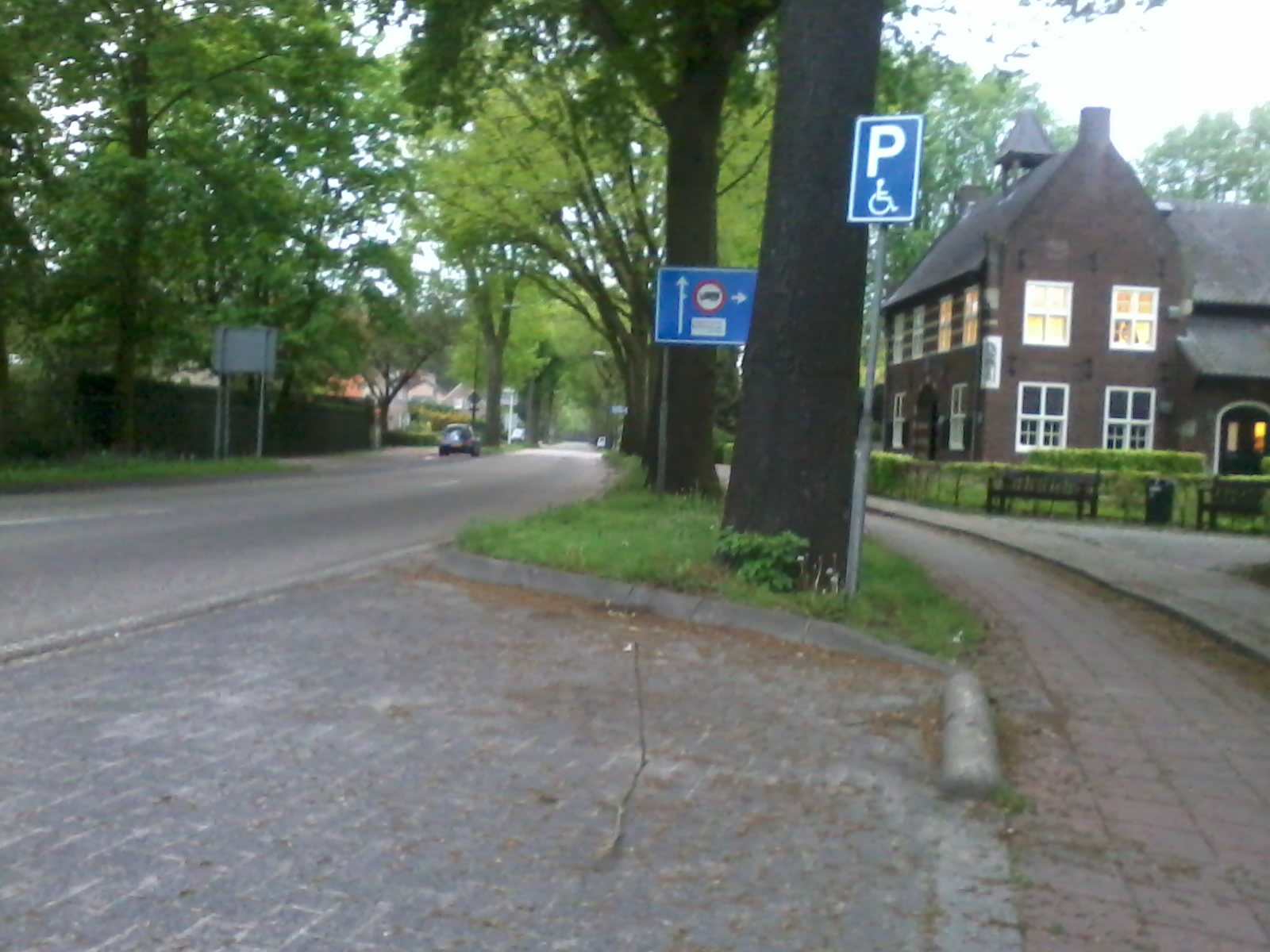
نمای خیابان
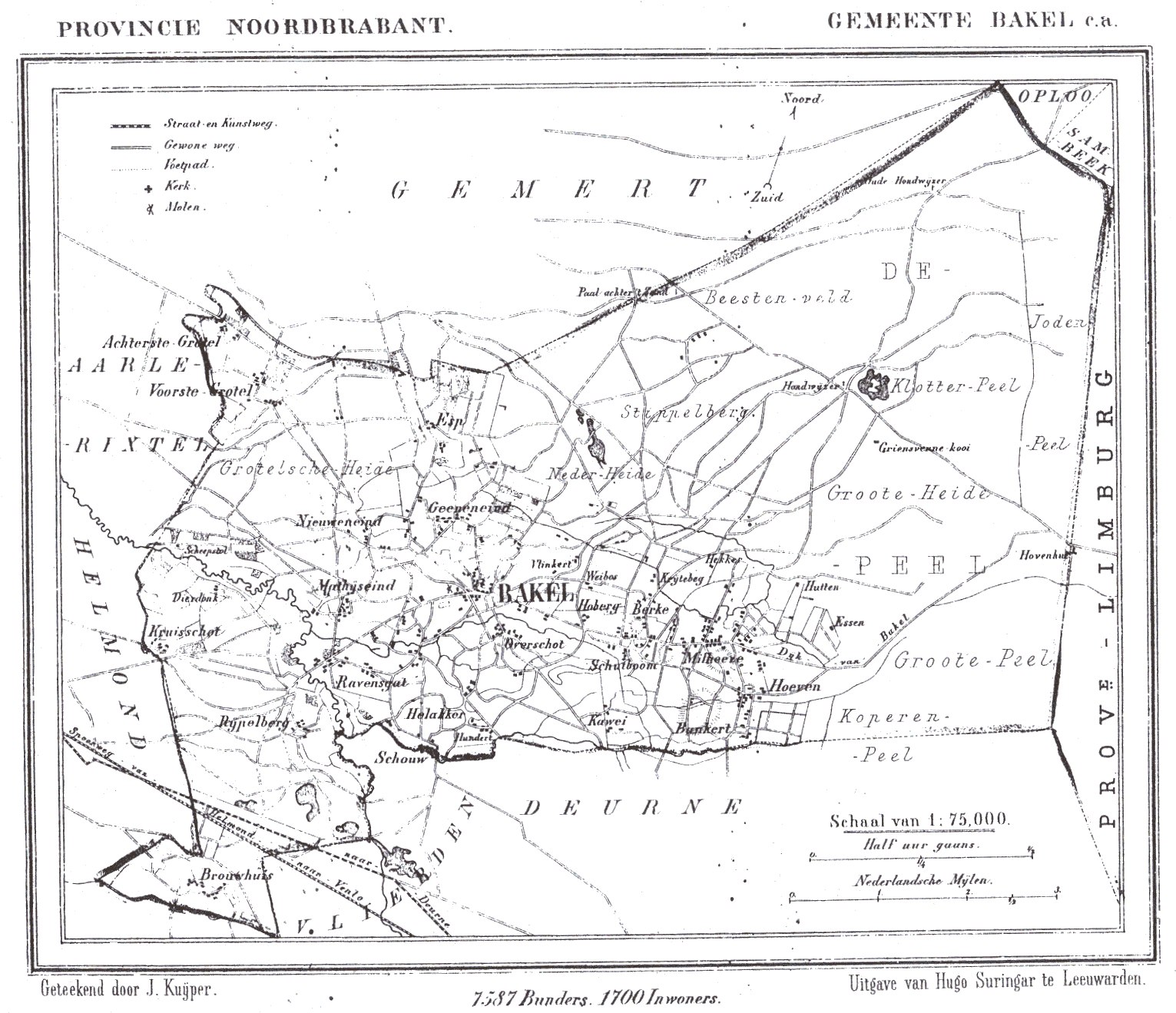
نقشه باکیل